# Габровница (Софийска област)
Вижте пояснителната страница за други значения на Габровница.
 Тази статия е за селото в Софийска област.  За другото българско село с това име вижте Габровница (Област Монтана).  За футболния отбор вижте ФК Габровница (Горно Сахране).
Габровница е село в Западна България. То се намира в Община Своге, Софийска област.

## География
Село Габровница се намира в планински район, недалеч от Искърския пролом. До него може да се стигне с кола, като в село Елисейна се завива по пътя за Осеновлаг или с пътнически влак по линията София – Мездра до спирка Пролет. Селото попада в умереноконтиненталната климатична област, като се характеризира със студена и снежна зима, прохладно лято и по-ранно настъпваща есен в сравнение с останалите части от страната.

## Религии
- Православно християнство

## Културни и природни забележителности
- В близост се намира манастирът Седемте престола.

## Редовни събития
- 2 август – ежегоден събор на селото.
- 1 май Курбан (оброк).